# Liste des pays participants aux Jeux olympiques d'hiver
Navigation
- 1924
- 1928
- 1932
- 1936
- 1940
- 1944
- 1948
- 1952
- 1956
- 1960
- 1964
- 1968
- 1972
- 1976
- 1980
- 1984
- 1988
- 1992
- 1994
- 1998
- 2002
- 2006
- 2010
- 2014
- 2018
- 2022
- 2026
- 2030

Pour un article plus général, voir Jeux olympiques d'hiver.
Voici la liste des pays qui ont participé aux Jeux olympiques d'hiver entre 1924 et 2010. Les Jeux olympiques d'hiver se sont tenus tous les quatre ans (un durant chaque olympiade) depuis 1924, à l'exception pour les Jeux annulés de 1940 et 1944, et en 1994 quand les Jeux d'hiver ont été avancés en milieu d'olympiade, deux ans après les Jeux précédents. Quatre-vingt-dix-sept des 205 comités nationaux olympiques ont participé au moins une fois aux Jeux d'hiver, douze pays (l'Autriche, le Canada, la Finlande, la France, le Royaume-Uni, la Hongrie, l'Italie, la Norvège, la Pologne, la Suède, la Suisse et les États-Unis) ont participé à tous les Jeux olympiques d'hiver. La Slovaquie et la République tchèque ont également été présentes à chaque fois via la Tchécoslovaquie.

## Histoire

### Origine et premiers Jeux
Le premier sport d'hiver à être disputé aux Jeux olympiques modernes fut le patinage artistique aux Jeux olympiques de 1908 à Londres. Un total de 21 patineurs originaires de six pays (l'Argentine, l'Allemagne, le Royaume-Uni, la Suède, la Russie, et les États-Unis) concouraient au cours de quatre évènements le 28 et 29 octobre. Le patinage n'était pas au programme des Jeux olympiques de 1912 à Stockholm, mais fit son retour pour les Jeux de 1920 à Anvers. Le hockey sur glace faisait aussi partie du programme des Jeux, avec sept équipes concurrentes.
Le premier Jeux d'hiver eurent lieu en 1924, à Chamonix (France). Ils furent d'abord appelés Semaine internationale des sports d'hiver et se sont déroulés en association avec les Jeux olympiques d'été de 1924, mais ils ont été rétroactivement désignés par le Comité international olympique (CIO) comme les premiers Jeux olympiques d’hiver. Seize pays participèrent à ces Jeux : quatorze d'Europe et deux d'Amérique du Nord. Quatre années plus tard, 25 pays furent représentés par les Jeux olympiques de 1928 à Saint-Moritz (Suisse), dont l'Argentine (les premiers Jeux, d'un pays de l'hémisphère sud), le Japon (la première participation d'un pays d'Asie), et le Mexique. La participation aux Jeux olympiques d'hiver de 1932, qui eurent lieu à Lake Placid (États-Unis), durant la Grande Dépression, fut réduit à 17 pays. Les Jeux d'hiver de 1936 à Garmisch-Partenkirchen (Allemagne), eurent 28 pays participants, le nombre le plus important à ce jour. Ce furent les derniers Jeux d'hivers pendant douze années, puisque les Jeux de 1940 et ceux de 1944 furent annulés à cause de la Seconde Guerre mondiale.

### L'après-guerre et la guerre froide
Après la guerre, 28 pays auraient participé aux Jeux olympiques de 1948 à Saint-Moritz, mais l'Allemagne et le Japon ne furent pas conviés à cause de leurs rôles dans la guerre. Les Jeux olympiques de 1952 à Oslo (Norvège), 30 pays participèrent. Les Jeux de 1956 à Cortina d'Ampezzo (Italie), marquèrent le début aux Jeux olympiques pour l'Union des républiques socialistes soviétiques, conjointement avec 31 autres pays. Les délégations de l'Allemagne de l'Est et de l'Allemagne de l'Ouest seraient représentés par une seule équipe allemande, un accord qui perdura jusqu'en 1964. Trente pays participeraient aux Jeux olympiques d'hiver de 1960 à Squaw Valley (États-Unis), dont l'Afrique du Sud, le premier pays d'Afrique participant aux Jeux d'hiver. Trente six pays furent représentées à Innsbruck (Autriche) en 1964.
C'est aux Jeux olympiques d'hiver de 1968 à Grenoble (France) que pour la première fois l'Allemagne de l'Est et l'Allemagne de l'Ouest concoururent séparément, deux équipes parmi les 37 pays qui y prirent part. Les Jeux de 1972 eurent lieu à Sapporo (Japon), ce furent les premiers Jeux qui se tinrent en dehors d'Europe ou des États-Unis. Un total de 35 pays furent représentés, y compris les Philippines, la première apparition d'un pays du Sud-Est asiatique. Les Jeux d'hiver eurent lieu de nouveau à Innsbruck, en 1976, avec 37 nations participantes.
Lake Placid fut une fois encore le lieu des Jeux d'hiver, en 1980, avec 37 pays concourants. La République populaire de Chine fit son entrée dans les Jeux olympiques, mais en réponse, la République de Chine (Taïwan) boycotta les Jeux, après avoir participé en 1972 et en 1976. Sarajevo (Yougoslavie), fut l'hôte des Jeux olympiques d'hiver de 1984, qui accueillirent 49 pays. Porto Rico et les îles Vierges furent les deux premières délégations des Caraïbes à concourir aux Jeux d'hiver. Plusieurs autres pays situés dans les tropiques auraient participé aux Jeux olympiques de 1988 à Calgary (Canada), dont la fameuse équipe jamaïcaine de bobsleigh.

### Jeux récents
Les événements de l'après guerre froide du début des années 1990 conduisirent à une augmentation significative du nombre de pays participants aux jeux. Aux Jeux olympiques de 1992 à Albertville (France), un total de 64 délégations furent représentées, dont l'unique équipe Allemande après la réunification allemande en 1990 et l'équipe unifiée composée de six des ex-républiques de l'Union Soviétique. Les pays baltes concoururent indépendamment pour la première fois depuis 1936, et certains des pays de l'ex-Yougoslavie commencèrent à concourir en 1992.
En octobre 1986, le CIO décida pour que les Jeux olympiques d'hiver se tiennent à la moitié de l'olympiade plutôt que la même année des Jeux d'été, et ce changement commença avec les XVIIes Jeux olympiques d'hiver en 1994 à Lillehammer (Norvège). Un total de 67 pays prirent part, dont la République tchèque et la Slovaquie en tant qu'équipes indépendantes, ainsi que chacun des pays de l'ex-Union soviétique.
Les Jeux olympiques d'hiver continuèrent à s'agrandir au cours de ces dernières années, avec 72 pays aux Jeux olympiques d'hiver de 1998 à Nagano (Japon), 77 pays aux Jeux olympiques de 2002, à Salt Lake City (États-Unis), et 80 pays aux Jeux olympiques de 2006 à Turin (Italie),.

## Liste des pays

### Description
Cette liste comprend 97 des 205 délégations actuelles, dans l'ordre alphabétique. Le code trois-lettres est aussi listée pour chacune des délégations. Depuis les années 1960, ces codes ont été fréquemment utilisés par le CIO et chacun comités organisateur des Jeux pour identifier les CNO, comme c'est le cas dans le rapport officiel de chacun des Jeux.
Plusieurs pays ont connu des changements durant leur histoire olympique; Ceci sont explicités par les notes en bas de page. Un certain nombre d'anciens pays sont également inclus dans le tableau pour montrer de façon plus explicite l'apparition des pays qui ont succédé :
- L'Union soviétique — aujourd'hui représentée par quinze CNO remplaçantes, dont quatorze ont concouru aux Jeux d'hiver.
- La Yougoslavie — aujourd'hui représentée par six CNO remplaçantes, cinq d'entre elles ont concouru aux Jeux d'hiver
- La Tchécoslovaquie — aujourd'hui représentée par la République tchèque et la Slovaquie
- L'Allemagne de l'Est et l'Allemagne de l'Ouest — furent représentées par deux équipes distinctes, mais aussi ensemble comme une équipe unifiée au cours de trois olympiades.

#### Légende du tableau
| 24  |  | Dans l'entête du tableau, indique l'année de 1924 à 2010                               |
| •   |  | A pris part aux Jeux spécifiés                                                         |
| H   |  | Pays hôte pour les Jeux spécifiés                                                      |
| [A] |  | commentaires explicatifs supplémentaires au niveau des notes en bas de page            |
|     |  | Les Jeux prévus pour 1940 et 1944 furent annulés à cause de la Seconde Guerre mondiale |
|     |  | CNO remplacé ou précédé par un ou plusieurs CNO au cours de ces années                 |

### Liste alphabétique

#### A
| Pays                   | Code | 24                    | 28                    | 32                    | 36                    | 40                    | 44                    | 48                    | 52                    | 56                    | 60                    | 64                    | 68                    | 72                    | 76                    | 80                    | 84                    | 88                    | 92  | 94 | 98 | 02 | 06 | 10 | 14 | 18 | 22 |
| ---------------------- | ---- | --------------------- | --------------------- | --------------------- | --------------------- | --------------------- | --------------------- | --------------------- | --------------------- | --------------------- | --------------------- | --------------------- | --------------------- | --------------------- | --------------------- | --------------------- | --------------------- | --------------------- | --- | -- | -- | -- | -- | -- | -- | -- | -- |
| Afrique du Sud         | RSA  |                       |                       |                       |                       |                       |                       |                       |                       |                       | •                     |                       |                       |                       |                       |                       |                       |                       |     | •  | •  | •  | •  | •  |    | •  |    |
| Allemagne              | GER  |                       | •                     | •                     | H                     |                       | •                     |                       |                       |                       |                       |                       |                       |                       |                       |                       | •                     | •                     | •   | •  | •  | •  | •  | •  | •  |    |    |
| Allemagne de l'Est     | GDR  |                       |                       |                       |                       |                       |                       |                       |                       | [A]                   | [A]                   | [A]                   | •                     | •                     | •                     | •                     | •                     | •                     |     |    |    |    |    |    |    |    |    |
| Allemagne de l'Ouest   | FRG  |                       |                       |                       |                       |                       |                       |                       |                       | [A]                   | [A]                   | [A]                   | •                     | •                     | •                     | •                     | •                     | •                     |     |    |    |    |    |    |    |    |    |
| Albanie                | ALB  |                       |                       |                       |                       |                       |                       |                       |                       |                       |                       |                       |                       |                       |                       |                       |                       |                       |     |    |    |    | •  | •  | •  | •  | •  |
| Algérie                | ALG  |                       |                       |                       |                       |                       |                       |                       |                       |                       |                       |                       |                       |                       |                       |                       | •                     |                       |     |    | •  | •  |    |    |    |    |    |
| Andorre                | AND  |                       |                       |                       |                       |                       |                       |                       |                       |                       |                       |                       | •                     | •                     | •                     | •                     | •                     | •                     | •   | •  | •  | •  | •  | •  | •  |    |    |
| Antilles néerlandaises | AHO  |                       |                       |                       |                       |                       |                       |                       |                       |                       |                       |                       |                       |                       |                       | •                     | •                     |                       |     |    |    |    |    |    |    |    |    |
| Arabie saoudite        | KSA  |                       |                       |                       |                       |                       |                       |                       |                       |                       |                       |                       |                       |                       |                       |                       |                       |                       |     |    |    |    |    |    | •  |    |    |
| Argentine              | ARG  |                       | •                     |                       |                       | •                     | •                     |                       | •                     | •                     | •                     | •                     | •                     | •                     | •                     | •                     | •                     | •                     | •   | •  | •  | •  | •  | •  | •  |    |    |
| Arménie                | ARM  | voir Union soviétique | voir Union soviétique | voir Union soviétique | voir Union soviétique | voir Union soviétique | voir Union soviétique | voir Union soviétique | voir Union soviétique | voir Union soviétique | voir Union soviétique | voir Union soviétique | voir Union soviétique | voir Union soviétique | voir Union soviétique | voir Union soviétique | voir Union soviétique | voir Union soviétique | [C] | •  | •  | •  | •  | •  | •  | •  | •  |
| Australie              | AUS  |                       |                       |                       | •                     |                       |                       |                       | •                     | •                     | •                     | •                     | •                     | •                     | •                     | •                     | •                     | •                     | •   | •  | •  | •  | •  | •  | •  | •  | •  |
| Autriche               | AUT  | •                     | •                     | •                     | •                     | •                     | •                     | •                     | •                     | H                     | •                     | •                     | H                     | •                     | •                     | •                     | •                     | •                     | •   | •  | •  | •  | •  | •  | •  |    |    |
| Azerbaïdjan            | AZE  | voir Union soviétique | voir Union soviétique | voir Union soviétique | voir Union soviétique | voir Union soviétique | voir Union soviétique | voir Union soviétique | voir Union soviétique | voir Union soviétique | voir Union soviétique | voir Union soviétique | voir Union soviétique | voir Union soviétique | voir Union soviétique | voir Union soviétique | voir Union soviétique | voir Union soviétique |     |    | •  | •  | •  | •  | •  | •  | •  |

#### B
| Pays               | Code | 24                    | 28                    | 32                    | 36                    | 40                    | 44                    | 48                    | 52                    | 56                    | 60                    | 64                    | 68                    | 72                    | 76                    | 80                    | 84                    | 88                    | 92               | 94 | 98 | 02 | 06 | 10 | 14 | 18 | 22 |
| ------------------ | ---- | --------------------- | --------------------- | --------------------- | --------------------- | --------------------- | --------------------- | --------------------- | --------------------- | --------------------- | --------------------- | --------------------- | --------------------- | --------------------- | --------------------- | --------------------- | --------------------- | --------------------- | ---------------- | -- | -- | -- | -- | -- | -- | -- | -- |
| Biélorussie        | BLR  | voir Union soviétique | voir Union soviétique | voir Union soviétique | voir Union soviétique | voir Union soviétique | voir Union soviétique | voir Union soviétique | voir Union soviétique | voir Union soviétique | voir Union soviétique | voir Union soviétique | voir Union soviétique | voir Union soviétique | voir Union soviétique | voir Union soviétique | voir Union soviétique | voir Union soviétique | [C]              | •  | •  | •  | •  | •  | •  | •  | •  |
| Belgique           | BEL  | •                     | •                     | •                     | •                     |                       |                       | •                     | •                     | •                     |                       | •                     |                       | •                     | •                     | •                     | •                     | •                     | •                | •  | •  | •  | •  | •  | •  | •  | •  |
| Bermudes           | BER  |                       |                       |                       |                       |                       |                       |                       |                       |                       |                       |                       |                       |                       |                       |                       | •                     | •                     | •                | •  | •  | •  | •  | •  |    |    |    |
| Bolivie            | BOL  |                       |                       |                       |                       |                       |                       | •                     |                       |                       |                       |                       |                       | •                     | •                     | •                     | •                     |                       |                  |    |    |    |    | •  | •  |    |    |
| Bosnie-Herzégovine | BIH  | voir Yougoslavie      | voir Yougoslavie      | voir Yougoslavie      | voir Yougoslavie      | voir Yougoslavie      | voir Yougoslavie      | voir Yougoslavie      | voir Yougoslavie      | voir Yougoslavie      | voir Yougoslavie      | voir Yougoslavie      | voir Yougoslavie      | voir Yougoslavie      | voir Yougoslavie      | voir Yougoslavie      | voir Yougoslavie      | voir Yougoslavie      | voir Yougoslavie | •  | •  | •  | •  | •  | •  | •  | •  |
| Brésil             | BRA  |                       |                       |                       |                       |                       |                       |                       |                       |                       |                       |                       |                       |                       |                       |                       |                       |                       | •                | •  | •  | •  | •  | •  | •  | •  | •  |
| Bulgarie           | BUL  |                       |                       |                       | •                     | •                     | •                     | •                     | •                     | •                     | •                     | •                     | •                     | •                     | •                     | •                     | •                     | •                     | •                | •  | •  | •  | •  | •  | •  |    |    |

#### C
| Pays           | Code | 24               | 28               | 32               | 36               | 40               | 44               | 48               | 52               | 56               | 60               | 64               | 68               | 72               | 76               | 80               | 84               | 88               | 92 | 94 | 98 | 02 | 06 | 10 | 14 | 18 | 22 |
| -------------- | ---- | ---------------- | ---------------- | ---------------- | ---------------- | ---------------- | ---------------- | ---------------- | ---------------- | ---------------- | ---------------- | ---------------- | ---------------- | ---------------- | ---------------- | ---------------- | ---------------- | ---------------- | -- | -- | -- | -- | -- | -- | -- | -- | -- |
| Îles Caïmans   | CAY  |                  |                  |                  |                  |                  |                  |                  |                  |                  |                  |                  |                  |                  |                  |                  |                  |                  |    |    |    |    |    | •  | •  |    |    |
| Cameroun       | CMR  |                  |                  |                  |                  |                  |                  |                  |                  |                  |                  |                  |                  |                  |                  |                  |                  |                  |    | •  |    |    |    |    |    |    |    |
| Canada         | CAN  | •                | •                | •                | •                | •                | •                | •                | •                | •                | •                | •                | •                | •                | •                | H                | •                | •                | •  | •  | •  | H  | •  | •  | •  |    |    |
| Chili          | CHI  |                  |                  |                  |                  | •                | •                | •                | •                | •                | •                |                  | •                |                  | •                | •                | •                | •                | •  | •  | •  | •  | •  | •  | •  |    |    |
| Chine          | CHN  |                  |                  |                  |                  |                  |                  |                  |                  |                  |                  |                  |                  |                  |                  | •                | •                | •                | •  | •  | •  | •  | •  | •  | •  | •  | •  |
| Taipei chinois | TPE  |                  |                  |                  |                  |                  |                  |                  |                  |                  |                  |                  |                  | [B]              | [B]              |                  | •                | •                | •  | •  | •  | •  | •  | •  | •  | •  |    |
| Colombie       | COL  |                  |                  |                  |                  |                  |                  |                  |                  |                  |                  |                  |                  |                  |                  |                  |                  |                  |    |    | •  |    |    | •  | •  |    |    |
| Corée du Nord  | PRK  |                  |                  |                  |                  |                  |                  |                  |                  | •                |                  | •                |                  |                  | •                | •                | •                |                  | •  |    | •  | •  | •  | •  |    |    |    |
| Corée du Sud   | KOR  | •                |                  | •                | •                | •                | •                | •                | •                | •                | •                | •                | •                | •                | •                | •                | •                | •                | •  | H  | •  |    |    |    |    |    |    |
| Costa Rica     | CRC  |                  |                  |                  |                  |                  |                  |                  |                  |                  |                  |                  |                  | •                | •                | •                | •                |                  |    |    | •  |    |    |    |    |    |    |
| Croatie        | CRO  | voir Yougoslavie | voir Yougoslavie | voir Yougoslavie | voir Yougoslavie | voir Yougoslavie | voir Yougoslavie | voir Yougoslavie | voir Yougoslavie | voir Yougoslavie | voir Yougoslavie | voir Yougoslavie | voir Yougoslavie | voir Yougoslavie | voir Yougoslavie | voir Yougoslavie | voir Yougoslavie | voir Yougoslavie | •  | •  | •  | •  | •  | •  | •  | •  | •  |
| Chypre         | CYP  |                  |                  |                  |                  |                  |                  |                  |                  |                  |                  |                  |                  |                  |                  | •                | •                | •                | •  | •  | •  | •  | •  | •  | •  | •  | •  |

#### D
| Pays      | Code | 24 | 28 | 32 | 36 | 40 | 44 | 48 | 52 | 56 | 60 | 64 | 68 | 72 | 76 | 80 | 84 | 88 | 92 | 94 | 98 | 02 | 06 | 10 | 14 | 18 | 22 |
| --------- | ---- | -- | -- | -- | -- | -- | -- | -- | -- | -- | -- | -- | -- | -- | -- | -- | -- | -- | -- | -- | -- | -- | -- | -- | -- | -- | -- |
| Danemark  | DEN  |    |    |    |    |    |    | •  | •  |    | •  | •  | •  |    |    |    |    | •  | •  | •  | •  | •  | •  | •  | •  | •  | •  |
| Dominique | DMA  |    |    |    |    |    |    |    |    |    |    |    |    |    |    |    |    |    |    |    |    |    |    |    | •  |    |    |

#### E
| Pays       | Code | 24  | 28 | 32 | 36 | 40                    | 44                    | 48                    | 52                    | 56                    | 60                    | 64                    | 68                    | 72                    | 76                    | 80                    | 84 | 88 | 92 | 94 | 98 | 02 | 06 | 10 | 14 | 18 | 22 |
| ---------- | ---- | --- | -- | -- | -- | --------------------- | --------------------- | --------------------- | --------------------- | --------------------- | --------------------- | --------------------- | --------------------- | --------------------- | --------------------- | --------------------- | -- | -- | -- | -- | -- | -- | -- | -- | -- | -- | -- |
| Égypte     | EGY  |     |    |    |    |                       |                       |                       |                       |                       |                       |                       |                       |                       |                       |                       | •  |    |    |    |    |    |    |    |    |    |    |
| Équateur   | ECU  |     |    |    |    |                       |                       |                       |                       |                       |                       |                       |                       |                       |                       |                       |    |    |    |    |    |    |    | •  | •  |    |    |
| Espagne    | ESP  |     |    |    | •  | •                     | •                     | •                     | •                     | •                     | •                     | •                     | •                     | •                     | •                     | •                     | •  | •  | •  | •  | •  | •  | •  | •  | •  |    |    |
| Estonie    | EST  | [F] | •  |    | •  | voir Union soviétique | voir Union soviétique | voir Union soviétique | voir Union soviétique | voir Union soviétique | voir Union soviétique | voir Union soviétique | voir Union soviétique | voir Union soviétique | voir Union soviétique | voir Union soviétique | •  | •  | •  | •  | •  | •  | •  | •  | •  |    |    |
| États-Unis | USA  | •   | •  | H  | •  | •                     | •                     | •                     | H                     | •                     | •                     | •                     | •                     | H                     | •                     | •                     | •  | •  | •  | H  | •  | •  | •  | •  | •  |    |    |
| Éthiopie   | ETH  |     |    |    |    |                       |                       |                       |                       |                       |                       |                       |                       |                       |                       |                       |    |    |    |    | •  | •  |    |    |    |    |    |
| Érythrée   | ERI  |     |    |    |    |                       |                       |                       |                       |                       |                       |                       |                       |                       |                       |                       |    |    |    |    |    |    |    | •  | •  |    |    |
| Eswatini   | SWZ  |     |    |    |    |                       |                       |                       |                       |                       |                       |                       |                       |                       |                       |                       | •  |    |    |    |    |    |    |    |    |    |    |

#### F
| Pays     | Code | 24 | 28 | 32 | 36 | 40 | 44 | 48 | 52 | 56 | 60 | 64 | 68 | 72 | 76 | 80 | 84 | 88 | 92 | 94 | 98 | 02 | 06 | 10 | 14 | 18 | 22 |
| -------- | ---- | -- | -- | -- | -- | -- | -- | -- | -- | -- | -- | -- | -- | -- | -- | -- | -- | -- | -- | -- | -- | -- | -- | -- | -- | -- | -- |
| Fidji    | FIJ  |    |    |    |    |    |    |    |    |    |    |    |    |    |    |    |    | •  |    | •  |    | •  |    |    |    |    |    |
| Finlande | FIN  | •  | •  | •  | •  | •  | •  | •  | •  | •  | •  | •  | •  | •  | •  | •  | •  | •  | •  | •  | •  | •  | •  | •  | •  |    |    |
| France   | FRA  | H  | •  | •  | •  | •  | •  | •  | •  | •  | H  | •  | •  | •  | •  | •  | H  | •  | •  | •  | •  | •  | •  | •  | •  |    |    |

#### G
| Pays            | Code | 24                    | 28                    | 32                    | 36                    | 40                    | 44                    | 48                    | 52                    | 56                    | 60                    | 64                    | 68                    | 72                    | 76                    | 80                    | 84                    | 88                    | 92 | 94 | 98 | 02 | 06 | 10 | 14 | 18 | 22 |
| --------------- | ---- | --------------------- | --------------------- | --------------------- | --------------------- | --------------------- | --------------------- | --------------------- | --------------------- | --------------------- | --------------------- | --------------------- | --------------------- | --------------------- | --------------------- | --------------------- | --------------------- | --------------------- | -- | -- | -- | -- | -- | -- | -- | -- | -- |
| Géorgie         | GEO  | voir Union soviétique | voir Union soviétique | voir Union soviétique | voir Union soviétique | voir Union soviétique | voir Union soviétique | voir Union soviétique | voir Union soviétique | voir Union soviétique | voir Union soviétique | voir Union soviétique | voir Union soviétique | voir Union soviétique | voir Union soviétique | voir Union soviétique | voir Union soviétique | voir Union soviétique |    | •  | •  | •  | •  | •  | •  | •  | •  |
| Ghana           | GHA  |                       |                       |                       |                       |                       |                       |                       |                       |                       |                       |                       |                       |                       |                       |                       |                       |                       |    |    |    |    |    | •  |    | •  |    |
| Grande-Bretagne | GBR  | •                     | •                     | •                     | •                     | •                     | •                     | •                     | •                     | •                     | •                     | •                     | •                     | •                     | •                     | •                     | •                     | •                     | •  | •  | •  | •  | •  | •  | •  |    |    |
| Grèce           | GRE  |                       |                       |                       | •                     | •                     | •                     | •                     |                       | •                     | •                     | •                     | •                     | •                     | •                     | •                     | •                     | •                     | •  | •  | •  | •  | •  | •  | •  |    |    |
| Guam            | GUM  |                       |                       |                       |                       |                       |                       |                       |                       |                       |                       |                       |                       |                       |                       | •                     |                       |                       |    |    |    |    |    |    |    |    |    |
| Guatemala       | GUA  |                       |                       |                       |                       |                       |                       |                       |                       |                       |                       |                       |                       |                       |                       | •                     |                       |                       |    |    |    |    |    |    |    |    |    |

#### H
| Pays      | Code | 24 | 28 | 32 | 36 | 40 | 44 | 48 | 52 | 56 | 60 | 64 | 68 | 72 | 76 | 80 | 84 | 88 | 92 | 94 | 98 | 02 | 06 | 10 | 14 | 18 | 22 |
| --------- | ---- | -- | -- | -- | -- | -- | -- | -- | -- | -- | -- | -- | -- | -- | -- | -- | -- | -- | -- | -- | -- | -- | -- | -- | -- | -- | -- |
| Haïti     | HAI  |    |    |    |    |    |    |    |    |    |    |    |    |    |    |    |    |    |    |    |    |    |    |    |    |    | •  |
| Honduras  | HON  |    |    |    |    |    |    |    |    |    |    |    |    |    |    |    |    |    | •  |    |    |    |    |    |    |    |    |
| Hong Kong | HKG  |    |    |    |    |    |    |    |    |    |    |    |    |    |    |    |    |    |    | •  | •  | •  | •  | •  | •  |    |    |
| Hongrie   | HUN  | •  | •  | •  | •  | •  | •  | •  | •  | •  | •  | •  | •  | •  | •  | •  | •  | •  | •  | •  | •  | •  | •  | •  | •  |    |    |

#### I
| Pays                        | Code | 24 | 28 | 32 | 36 | 40 | 44 | 48 | 52 | 56 | 60 | 64 | 68 | 72 | 76 | 80 | 84 | 88 | 92 | 94 | 98 | 02 | 06  | 10 | 14 | 18 | 22 |
| --------------------------- | ---- | -- | -- | -- | -- | -- | -- | -- | -- | -- | -- | -- | -- | -- | -- | -- | -- | -- | -- | -- | -- | -- | --- | -- | -- | -- | -- |
| Îles Vierges des États-Unis | ISV  |    |    |    |    |    |    |    |    |    |    |    |    |    |    |    | •  | •  | •  | •  | •  | •  | [E] |    | •  |    | •  |
| Îles Vierges britanniques   | IVB  |    |    |    |    |    |    |    |    |    |    |    |    |    | •  |    |    |    |    |    |    |    | •   |    |    |    |    |
| Inde                        | IND  |    |    |    |    |    |    |    |    | •  | •  |    |    |    |    | •  | •  |    | •  | •  | •  | •  |     | •  | •  |    |    |
| Iran                        | IRI  |    |    |    |    |    |    | •  |    | •  | •  | •  | •  |    |    |    |    |    | •  | •  | •  | •  | •   | •  | •  |    |    |
| Irlande                     | IRL  |    |    |    |    |    |    |    |    |    |    |    |    |    |    |    | •  |    | •  | •  | •  | •  | •   | •  | •  |    |    |
| Islande                     | ISL  |    |    |    |    | •  | •  | •  | •  | •  | •  |    | •  | •  | •  | •  | •  | •  | •  | •  | •  | •  | •   | •  | •  |    |    |
| Israël                      | ISR  |    |    |    |    |    |    |    |    |    |    |    |    |    |    |    |    | •  | •  | •  | •  | •  | •   | •  | •  |    |    |
| Italie                      | ITA  | •  | •  | •  | •  | •  | •  | H  | •  | •  | •  | •  | •  | •  | •  | •  | •  | •  | •  | •  | H  | •  | •   | •  | •  |    |    |

#### J
| Pays     | Code | 24 | 28 | 32 | 36 | 40 | 44 | 48 | 52 | 56 | 60 | 64 | 68 | 72 | 76 | 80 | 84 | 88 | 92 | 94 | 98 | 02 | 06 | 10 | 14 | 18 | 22 |
| -------- | ---- | -- | -- | -- | -- | -- | -- | -- | -- | -- | -- | -- | -- | -- | -- | -- | -- | -- | -- | -- | -- | -- | -- | -- | -- | -- | -- |
| Jamaïque | JAM  |    |    |    |    |    |    |    |    |    |    |    |    |    |    |    |    | •  | •  | •  | •  | •  |    | •  | •  | •  | •  |
| Japon    | JPN  |    | •  | •  | •  |    | •  | •  | •  | •  | •  | H  | •  | •  | •  | •  | •  | •  | H  | •  | •  | •  | •  | •  | •  |    |    |

#### K
| Pays         | Code | 24                    | 28                    | 32                    | 36                    | 40                    | 44                    | 48                    | 52                    | 56                    | 60                    | 64                    | 68                    | 72                    | 76                    | 80                    | 84                    | 88                    | 92  | 94 | 98 | 02 | 06 | 10 | 14 | 18 | 22 |
| ------------ | ---- | --------------------- | --------------------- | --------------------- | --------------------- | --------------------- | --------------------- | --------------------- | --------------------- | --------------------- | --------------------- | --------------------- | --------------------- | --------------------- | --------------------- | --------------------- | --------------------- | --------------------- | --- | -- | -- | -- | -- | -- | -- | -- | -- |
| Kazakhstan   | KAZ  | voir Union soviétique | voir Union soviétique | voir Union soviétique | voir Union soviétique | voir Union soviétique | voir Union soviétique | voir Union soviétique | voir Union soviétique | voir Union soviétique | voir Union soviétique | voir Union soviétique | voir Union soviétique | voir Union soviétique | voir Union soviétique | voir Union soviétique | voir Union soviétique | voir Union soviétique | [C] | •  | •  | •  | •  | •  | •  | •  | •  |
| Kenya        | KEN  |                       |                       |                       |                       |                       |                       |                       |                       |                       |                       |                       |                       |                       |                       |                       |                       |                       |     |    | •  | •  | •  |    |    | •  |    |
| Kirghizistan | KGZ  | voir Union soviétique | voir Union soviétique | voir Union soviétique | voir Union soviétique | voir Union soviétique | voir Union soviétique | voir Union soviétique | voir Union soviétique | voir Union soviétique | voir Union soviétique | voir Union soviétique | voir Union soviétique | voir Union soviétique | voir Union soviétique | voir Union soviétique | voir Union soviétique | voir Union soviétique |     | •  | •  | •  | •  | •  | •  | •  | •  |

#### L
| Pays          | Code | 24 | 28 | 32 | 36 | 40                    | 44                    | 48                    | 52                    | 56                    | 60                    | 64                    | 68                    | 72                    | 76                    | 80                    | 84                    | 88                    | 92 | 94 | 98 | 02 | 06 | 10 | 14 | 18 | 22 |
| ------------- | ---- | -- | -- | -- | -- | --------------------- | --------------------- | --------------------- | --------------------- | --------------------- | --------------------- | --------------------- | --------------------- | --------------------- | --------------------- | --------------------- | --------------------- | --------------------- | -- | -- | -- | -- | -- | -- | -- | -- | -- |
| Lettonie      | LAT  | •  | •  |    | •  |                       |                       | voir Union soviétique | voir Union soviétique | voir Union soviétique | voir Union soviétique | voir Union soviétique | voir Union soviétique | voir Union soviétique | voir Union soviétique | voir Union soviétique | voir Union soviétique | voir Union soviétique | •  | •  | •  | •  | •  | •  | •  | •  | •  |
| Liban         | LIB  |    |    |    |    | •                     | •                     | •                     | •                     | •                     | •                     | •                     | •                     | •                     | •                     | •                     | •                     |                       |    | •  | •  | •  | •  | •  | •  |    |    |
| Liechtenstein | LIE  |    |    |    | •  | •                     |                       | •                     | •                     | •                     | •                     | •                     | •                     | •                     | •                     | •                     | •                     | •                     | •  | •  | •  | •  | •  | •  | •  |    |    |
| Lituanie      | LTU  |    | •  |    |    | voir Union soviétique | voir Union soviétique | voir Union soviétique | voir Union soviétique | voir Union soviétique | voir Union soviétique | voir Union soviétique | voir Union soviétique | voir Union soviétique | voir Union soviétique | voir Union soviétique | •                     | •                     | •  | •  | •  | •  | •  | •  | •  |    |    |
| Luxembourg    | LUX  |    | •  |    | •  |                       |                       |                       |                       |                       |                       |                       |                       |                       |                       | •                     | •                     | •                     | •  |    | •  |    | •  | •  | •  |    |    |

#### M
| Pays              | Code | 24                    | 28                    | 32                    | 36                    | 40                    | 44                    | 48                    | 52                    | 56                    | 60                    | 64                    | 68                    | 72                    | 76                    | 80                    | 84                    | 88                    | 92               | 94               | 98               | 02               | 06  | 10 | 14 | 18 | 22 |
| ----------------- | ---- | --------------------- | --------------------- | --------------------- | --------------------- | --------------------- | --------------------- | --------------------- | --------------------- | --------------------- | --------------------- | --------------------- | --------------------- | --------------------- | --------------------- | --------------------- | --------------------- | --------------------- | ---------------- | ---------------- | ---------------- | ---------------- | --- | -- | -- | -- | -- |
| Macédoine du Nord | MKD  | voir Yougoslavie      | voir Yougoslavie      | voir Yougoslavie      | voir Yougoslavie      | voir Yougoslavie      | voir Yougoslavie      | voir Yougoslavie      | voir Yougoslavie      | voir Yougoslavie      | voir Yougoslavie      | voir Yougoslavie      | voir Yougoslavie      | voir Yougoslavie      | voir Yougoslavie      | voir Yougoslavie      | voir Yougoslavie      | voir Yougoslavie      |                  |                  | •                | •                | •   | •  | •  | •  | •  |
| Madagascar        | MAD  |                       |                       |                       |                       |                       |                       |                       |                       |                       |                       |                       |                       |                       |                       |                       |                       |                       |                  |                  |                  |                  | •   |    |    | •  | •  |
| Maroc             | MAR  |                       |                       |                       |                       |                       |                       |                       |                       |                       | •                     |                       |                       |                       | •                     | •                     | •                     |                       |                  |                  |                  | •                | •   | •  | •  |    |    |
| Malaisie          | MAS  |                       |                       |                       |                       |                       |                       |                       |                       |                       |                       |                       |                       |                       |                       |                       |                       |                       |                  |                  |                  |                  |     | •  | •  |    |    |
| Mexique           | MEX  |                       | •                     |                       |                       |                       |                       |                       |                       |                       |                       |                       |                       |                       | •                     | •                     | •                     | •                     |                  | •                |                  | •                | •   | •  | •  |    |    |
| Moldavie          | MDA  | voir Union soviétique | voir Union soviétique | voir Union soviétique | voir Union soviétique | voir Union soviétique | voir Union soviétique | voir Union soviétique | voir Union soviétique | voir Union soviétique | voir Union soviétique | voir Union soviétique | voir Union soviétique | voir Union soviétique | voir Union soviétique | voir Union soviétique | voir Union soviétique | voir Union soviétique |                  | •                | •                | •                | •   | •  | •  | •  | •  |
| Monaco            | MON  |                       |                       |                       |                       |                       |                       |                       |                       |                       |                       |                       |                       |                       |                       |                       | •                     | •                     | •                | •                | •                | •                | •   | •  | •  | •  | •  |
| Monténégro        | MNE  | voir Yougoslavie      | voir Yougoslavie      | voir Yougoslavie      | voir Yougoslavie      | voir Yougoslavie      | voir Yougoslavie      | voir Yougoslavie      | voir Yougoslavie      | voir Yougoslavie      | voir Yougoslavie      | voir Yougoslavie      | voir Yougoslavie      | voir Yougoslavie      | voir Yougoslavie      | voir Yougoslavie      | voir Yougoslavie      | voir Yougoslavie      | voir Yougoslavie | voir Yougoslavie | voir Yougoslavie | voir Yougoslavie | [D] | •  | •  | •  | •  |
| Mongolie          | MGL  |                       |                       |                       |                       |                       |                       |                       |                       |                       |                       | •                     | •                     | •                     |                       | •                     | •                     | •                     | •                | •                | •                | •                | •   | •  | •  | •  | •  |

#### N
| Pays             | Code | 24 | 28 | 32 | 36 | 40 | 44 | 48 | 52 | 56 | 60 | 64 | 68 | 72 | 76 | 80 | 84 | 88 | 92 | 94 | 98 | 02 | 06 | 10 | 14 | 18 | 22 |
| ---------------- | ---- | -- | -- | -- | -- | -- | -- | -- | -- | -- | -- | -- | -- | -- | -- | -- | -- | -- | -- | -- | -- | -- | -- | -- | -- | -- | -- |
| Népal            | NEP  |    |    |    |    |    |    |    |    |    |    |    |    |    |    |    |    |    |    |    |    | •  | •  | •  | •  |    |    |
| Nigeria          | NGR  |    |    |    |    |    |    |    |    |    |    |    |    |    |    |    |    |    |    |    |    |    |    | •  | •  |    |    |
| Norvège          | NOR  | •  | •  | •  | •  | •  | H  | •  | •  | •  | •  | •  | •  | •  | •  | •  | •  | H  | •  | •  | •  | •  | •  | •  | •  |    |    |
| Nouvelle-Zélande | NZL  |    |    |    |    |    | •  |    | •  |    | •  | •  | •  | •  | •  | •  | •  | •  | •  | •  | •  | •  | •  | •  | •  |    |    |

#### O
| Pays        | Code | 24                    | 28                    | 32                    | 36                    | 40                    | 44                    | 48                    | 52                    | 56                    | 60                    | 64                    | 68                    | 72                    | 76                    | 80                    | 84                    | 88                    | 92  | 94 | 98 | 02 | 06 | 10 | 14 | 18 | 22 |
| ----------- | ---- | --------------------- | --------------------- | --------------------- | --------------------- | --------------------- | --------------------- | --------------------- | --------------------- | --------------------- | --------------------- | --------------------- | --------------------- | --------------------- | --------------------- | --------------------- | --------------------- | --------------------- | --- | -- | -- | -- | -- | -- | -- | -- | -- |
| Ouzbékistan | UZB  | voir Union soviétique | voir Union soviétique | voir Union soviétique | voir Union soviétique | voir Union soviétique | voir Union soviétique | voir Union soviétique | voir Union soviétique | voir Union soviétique | voir Union soviétique | voir Union soviétique | voir Union soviétique | voir Union soviétique | voir Union soviétique | voir Union soviétique | voir Union soviétique | voir Union soviétique | [C] | •  | •  | •  | •  | •  | •  | •  | •  |

#### P
| Pays        | Code | 24 | 28 | 32 | 36 | 40 | 44 | 48 | 52 | 56 | 60 | 64 | 68 | 72 | 76 | 80 | 84 | 88 | 92 | 94 | 98 | 02 | 06 | 10 | 14 | 18 | 22 |
| ----------- | ---- | -- | -- | -- | -- | -- | -- | -- | -- | -- | -- | -- | -- | -- | -- | -- | -- | -- | -- | -- | -- | -- | -- | -- | -- | -- | -- |
| Pakistan    | PAK  |    |    |    |    |    |    |    |    |    |    |    |    |    |    |    |    |    |    |    |    |    |    | •  | •  | •  | •  |
| Pays-Bas    | NED  |    | •  |    | •  | •  | •  | •  | •  | •  | •  | •  | •  | •  | •  | •  | •  | •  | •  | •  | •  | •  | •  | •  | •  |    |    |
| Pérou       | PER  |    |    |    |    |    |    |    |    |    |    |    |    |    |    |    |    |    |    |    |    | •  | •  |    | •  |    |    |
| Philippines | PHI  |    |    |    |    |    |    |    |    |    |    | •  |    |    |    | •  | •  |    |    |    |    |    | •  | •  | •  |    |    |
| Pologne     | POL  | •  | •  | •  | •  | •  | •  | •  | •  | •  | •  | •  | •  | •  | •  | •  | •  | •  | •  | •  | •  | •  | •  | •  | •  |    |    |
| Portugal    | POR  |    |    |    |    |    | •  |    |    |    |    |    |    |    |    | •  |    | •  | •  |    | •  | •  | •  | •  | •  |    |    |
| Porto Rico  | PUR  |    |    |    |    |    |    |    |    |    |    |    |    |    | •  | •  | •  | •  | •  | •  |    |    |    | •  | •  |    |    |

#### R
| Pays     | Code | 24                    | 28                    | 32                    | 36                    | 40                    | 44                    | 48                    | 52                    | 56                    | 60                    | 64                    | 68                    | 72                    | 76                    | 80                    | 84                    | 88                    | 92  | 94 | 98 | 02 | 06 | 10 | 14 | 18 | 22 |
| -------- | ---- | --------------------- | --------------------- | --------------------- | --------------------- | --------------------- | --------------------- | --------------------- | --------------------- | --------------------- | --------------------- | --------------------- | --------------------- | --------------------- | --------------------- | --------------------- | --------------------- | --------------------- | --- | -- | -- | -- | -- | -- | -- | -- | -- |
| Roumanie | ROU  |                       | •                     | •                     | •                     |                       |                       | •                     | •                     | •                     |                       | •                     | •                     | •                     | •                     | •                     | •                     | •                     | •   | •  | •  | •  | •  | •  | •  | •  | •  |
| Russie   | RUS  | voir Union soviétique | voir Union soviétique | voir Union soviétique | voir Union soviétique | voir Union soviétique | voir Union soviétique | voir Union soviétique | voir Union soviétique | voir Union soviétique | voir Union soviétique | voir Union soviétique | voir Union soviétique | voir Union soviétique | voir Union soviétique | voir Union soviétique | voir Union soviétique | voir Union soviétique | [C] | •  | •  | •  | •  | •  | H  | •  | •  |

#### S
| Pays              | Code | 24                   | 28                   | 32                   | 36                   | 40                   | 44                   | 48                   | 52                   | 56                   | 60                   | 64                   | 68                   | 72                   | 76                   | 80                   | 84                   | 88                   | 92                   | 94               | 98               | 02               | 06  | 10 | 14 | 18 | 22 |
| ----------------- | ---- | -------------------- | -------------------- | -------------------- | -------------------- | -------------------- | -------------------- | -------------------- | -------------------- | -------------------- | -------------------- | -------------------- | -------------------- | -------------------- | -------------------- | -------------------- | -------------------- | -------------------- | -------------------- | ---------------- | ---------------- | ---------------- | --- | -- | -- | -- | -- |
| Saint-Marin       | SMR  |                      |                      |                      |                      |                      |                      |                      |                      |                      |                      |                      |                      |                      | •                    |                      | •                    | •                    | •                    | •                |                  | •                | •   | •  | •  | •  | •  |
| Samoa américaines | ASA  |                      |                      |                      |                      |                      |                      |                      |                      |                      |                      |                      |                      |                      |                      |                      |                      | •                    |                      |                  |                  |                  |     |    | •  |    |    |
| Sénégal           | SEN  |                      |                      |                      |                      |                      |                      |                      |                      |                      |                      |                      |                      |                      | •                    |                      | •                    | •                    |                      |                  | •                | •                |     |    |    |    |    |
| Serbie            | SRB  | voir Yougoslavie     | voir Yougoslavie     | voir Yougoslavie     | voir Yougoslavie     | voir Yougoslavie     | voir Yougoslavie     | voir Yougoslavie     | voir Yougoslavie     | voir Yougoslavie     | voir Yougoslavie     | voir Yougoslavie     | voir Yougoslavie     | voir Yougoslavie     | voir Yougoslavie     | voir Yougoslavie     | voir Yougoslavie     | voir Yougoslavie     | voir Yougoslavie     | voir Yougoslavie | voir Yougoslavie | voir Yougoslavie | [D] | •  |    | •  | •  |
| Slovaquie         | SVK  | voir Tchécoslovaquie | voir Tchécoslovaquie | voir Tchécoslovaquie | voir Tchécoslovaquie | voir Tchécoslovaquie | voir Tchécoslovaquie | voir Tchécoslovaquie | voir Tchécoslovaquie | voir Tchécoslovaquie | voir Tchécoslovaquie | voir Tchécoslovaquie | voir Tchécoslovaquie | voir Tchécoslovaquie | voir Tchécoslovaquie | voir Tchécoslovaquie | voir Tchécoslovaquie | voir Tchécoslovaquie | voir Tchécoslovaquie | •                | •                | •                | •   | •  | •  | •  | •  |
| Slovénie          | SLO  | voir Yougoslavie     | voir Yougoslavie     | voir Yougoslavie     | voir Yougoslavie     | voir Yougoslavie     | voir Yougoslavie     | voir Yougoslavie     | voir Yougoslavie     | voir Yougoslavie     | voir Yougoslavie     | voir Yougoslavie     | voir Yougoslavie     | voir Yougoslavie     | voir Yougoslavie     | voir Yougoslavie     | voir Yougoslavie     | voir Yougoslavie     | •                    | •                | •                | •                | •   | •  | •  | •  | •  |
| Suède             | SWE  | •                    | •                    | •                    | •                    |                      |                      | •                    | •                    | •                    | •                    | •                    | •                    | •                    | •                    | •                    | •                    | •                    | •                    | •                | •                | •                | •   | •  | •  | •  | •  |
| Suisse            | SUI  | •                    | H                    | •                    | •                    | H                    | •                    | •                    | •                    | •                    | •                    | •                    | •                    | •                    | •                    | •                    | •                    | •                    | •                    | •                | •                | •                | •   | •  | •  |    |    |

#### T
| Pays              | Code | 24                    | 28                    | 32                    | 36                    | 40                    | 44                    | 48                    | 52                    | 56                    | 60                    | 64                    | 68                    | 72                    | 76                    | 80                    | 84                    | 88                    | 92                   | 94                              | 98                              | 02                              | 06                              | 10                              | 14                              | 18                              | 22                              |
| ----------------- | ---- | --------------------- | --------------------- | --------------------- | --------------------- | --------------------- | --------------------- | --------------------- | --------------------- | --------------------- | --------------------- | --------------------- | --------------------- | --------------------- | --------------------- | --------------------- | --------------------- | --------------------- | -------------------- | ------------------------------- | ------------------------------- | ------------------------------- | ------------------------------- | ------------------------------- | ------------------------------- | ------------------------------- | ------------------------------- |
| Tadjikistan       | TJK  | voir Union soviétique | voir Union soviétique | voir Union soviétique | voir Union soviétique | voir Union soviétique | voir Union soviétique | voir Union soviétique | voir Union soviétique | voir Union soviétique | voir Union soviétique | voir Union soviétique | voir Union soviétique | voir Union soviétique | voir Union soviétique | voir Union soviétique | voir Union soviétique | voir Union soviétique |                      |                                 |                                 | •                               | •                               | •                               | •                               |                                 |                                 |
| Tchéquie          | CZE  | voir Tchécoslovaquie  | voir Tchécoslovaquie  | voir Tchécoslovaquie  | voir Tchécoslovaquie  | voir Tchécoslovaquie  | voir Tchécoslovaquie  | voir Tchécoslovaquie  | voir Tchécoslovaquie  | voir Tchécoslovaquie  | voir Tchécoslovaquie  | voir Tchécoslovaquie  | voir Tchécoslovaquie  | voir Tchécoslovaquie  | voir Tchécoslovaquie  | voir Tchécoslovaquie  | voir Tchécoslovaquie  | voir Tchécoslovaquie  | voir Tchécoslovaquie | •                               | •                               | •                               | •                               | •                               | •                               | •                               | •                               |
| Tchécoslovaquie   | TCH  | •                     | •                     | •                     | •                     |                       |                       | •                     | •                     | •                     | •                     | •                     | •                     | •                     | •                     | •                     | •                     | •                     | •                    | République tchèque et Slovaquie | République tchèque et Slovaquie | République tchèque et Slovaquie | République tchèque et Slovaquie | République tchèque et Slovaquie | République tchèque et Slovaquie | République tchèque et Slovaquie | République tchèque et Slovaquie |
| Thaïlande         | THA  |                       |                       |                       |                       |                       |                       |                       |                       |                       |                       |                       |                       |                       |                       |                       |                       |                       |                      | •                               | •                               |                                 | •                               | •                               | •                               |                                 |                                 |
| Timor oriental    | TLS  |                       |                       |                       |                       |                       |                       |                       |                       |                       |                       |                       |                       |                       |                       |                       |                       |                       |                      |                                 |                                 |                                 | •                               | •                               | •                               |                                 |                                 |
| Togo              | TOG  |                       |                       |                       |                       |                       |                       |                       |                       |                       |                       |                       |                       |                       |                       |                       |                       |                       |                      |                                 |                                 |                                 | •                               | •                               |                                 |                                 |                                 |
| Trinité-et-Tobago | TRI  |                       |                       |                       |                       |                       |                       |                       |                       |                       |                       |                       |                       |                       |                       |                       |                       | •                     | •                    | •                               |                                 |                                 |                                 |                                 | •                               |                                 |                                 |
| Turquie           | TUR  |                       |                       |                       | •                     | •                     |                       | •                     | •                     | •                     | •                     |                       | •                     |                       | •                     | •                     | •                     | •                     | •                    | •                               | •                               | •                               | •                               | •                               | •                               |                                 |                                 |

#### U
| Pays             | Code | 24                    | 28                    | 32                    | 36                    | 40                    | 44                    | 48                    | 52                    | 56                    | 60                    | 64                    | 68                    | 72                    | 76                    | 80                    | 84                    | 88                    | 92  | 94 | 98 | 02 | 06 | 10 | 14 | 18 | 22 |
| ---------------- | ---- | --------------------- | --------------------- | --------------------- | --------------------- | --------------------- | --------------------- | --------------------- | --------------------- | --------------------- | --------------------- | --------------------- | --------------------- | --------------------- | --------------------- | --------------------- | --------------------- | --------------------- | --- | -- | -- | -- | -- | -- | -- | -- | -- |
| Ukraine          | UKR  | voir Union soviétique | voir Union soviétique | voir Union soviétique | voir Union soviétique | voir Union soviétique | voir Union soviétique | voir Union soviétique | voir Union soviétique | voir Union soviétique | voir Union soviétique | voir Union soviétique | voir Union soviétique | voir Union soviétique | voir Union soviétique | voir Union soviétique | voir Union soviétique | voir Union soviétique | [C] | •  | •  | •  | •  | •  | •  | •  | •  |
| Union soviétique | URS  |                       |                       |                       |                       |                       |                       |                       |                       | •                     | •                     | •                     | •                     | •                     | •                     | •                     | •                     | •                     | [C] |    |    |    |    |    |    |    |    |
| Uruguay          | URU  |                       |                       |                       |                       |                       |                       |                       |                       |                       |                       |                       |                       |                       |                       |                       |                       |                       | •   |    |    |    |    |    |    |    |    |

#### V
| Pays      | Code | 24 | 28 | 32 | 36 | 40 | 44 | 48 | 52 | 56 | 60 | 64 | 68 | 72 | 76 | 80 | 84 | 88 | 92 | 94 | 98 | 02 | 06 | 10 | 14 | 18 | 22 |
| --------- | ---- | -- | -- | -- | -- | -- | -- | -- | -- | -- | -- | -- | -- | -- | -- | -- | -- | -- | -- | -- | -- | -- | -- | -- | -- | -- | -- |
| Venezuela | VEN  |    |    |    |    |    |    |    |    |    |    |    |    |    |    |    |    |    |    |    | •  | •  | •  |    | •  |    |    |

#### Y
| Pays        | Code | 24 | 28 | 32 | 36 | 40 | 44 | 48 | 52 | 56 | 60 | 64 | 68 | 72 | 76 | 80 | 84 | 88 | 92 | 94 | 98 | 02 | 06 | 10 | 14 | 18 | 22 |
| ----------- | ---- | -- | -- | -- | -- | -- | -- | -- | -- | -- | -- | -- | -- | -- | -- | -- | -- | -- | -- | -- | -- | -- | -- | -- | -- | -- | -- |
| Yougoslavie | YUG  | •  | •  |    | •  |    |    | •  | •  | •  |    | •  | •  | •  | •  | •  | H  | •  | •  |    | •  | •  |    |    |    |    |    |

#### Z
| Pays     | Code | 24 | 28 | 32 | 36 | 40 | 44 | 48 | 52 | 56 | 60 | 64 | 68 | 72 | 76 | 80 | 84 | 88 | 92 | 94 | 98 | 02 | 06 | 10 | 14 | 18 | 22 |
| -------- | ---- | -- | -- | -- | -- | -- | -- | -- | -- | -- | -- | -- | -- | -- | -- | -- | -- | -- | -- | -- | -- | -- | -- | -- | -- | -- | -- |
| Zimbabwe | ZIM  |    |    |    |    |    |    |    |    |    |    |    |    |    |    |    |    |    |    |    |    |    |    |    | •  |    |    |